# Endrio Leoni
Endrio Leoni (Dolo, 22 augustus 1968) is een Italiaans voormalig wielrenner, gespecialiseerd in de sprint. Hij reed voor onder meer Ballan en Brescialat, een voorloper van Liquigas. Leoni won vier etappes in de Ronde van Italië en één etappe in de Ronde van Spanje.
Zijn carrière eindigde in 2002 toen hij, samen met zeven anderen, betrapt werd op het gebruik van doping.

## Belangrijkste overwinningen
1990
3e etappe Ruota d'Oro
1992
2e en 12e etappe Ronde van Italië
5e etappe Internationale Wielerweek
3e etappe Wielerweek van Lombardije
1993
5e etappe Tirreno-Adriatico
1e etappe Ronde van Puglia
1994
4e etappe Ronde van Spanje
1e etappe deel A en 5e etappe Ronde van Italië
1997
1e etappe Tirreno-Adriatico
1e etappe Ronde van Nederland
Giro del Lago Maggiore
1998
1e etappe Ronde van Reggio Calabria
1999
3e etappe Ronde van Portugal
Grote Prijs van de Etruskische Kust
2000
Poreč Trophy
3e etappe Ronde van Murcia
GP Denain
Scheldeprijs
2001
1e, 2e en 4e etappe Ronde van Algarve
Puntenklassement Ronde van Algarve
2e en 8e etappe Tirreno-Adriatico
1e etappe Ronde van Castilië en León
2e etappe Ronde van Murcia
Scheldeprijs
2002
1e en 3e etappe Ruta del Sol

## Resultaten in voornaamste wedstrijden
| Jaar | Ronde van Italië | Ronde van Frankrijk | Ronde van Spanje |
| ---- | ---------------- | ------------------- | ---------------- |
| 1991 | 133e             |                     |                  |
| 1992 | opgave (2)       |                     |                  |
| 1993 | 106e             |                     |                  |
| 1994 | opgave (2)       |                     | opgave (1)       |
| 1997 | opgave           |                     | opgave           |
| 1998 | buiten tijd      |                     |                  |
| 1999 | opgave           |                     | opgave           |
| 2000 |                  |                     | opgave           |
| 2001 | opgave           |                     | opgave           |

| Jaar | Milaan-San Remo |
| ---- | --------------- |
| 1991 |                 |
| 1992 |                 |
| 1993 |                 |
| 1994 | 150e            |
| 1997 | 66e             |
| 1998 | 71e             |
| 1999 | 157e            |
| 2000 |                 |
| 2001 |                 |

## Ploegen
- 1990 –  Jolly-Club 88-Fir
- 1991 –  Jolly-Club 88
- 1992 –  Jolly-Club 88-Fago
- 1993 –  Jolly-Club 88-Nalini
- 1994 –  Jolly-Cage
- 1995 –  Brescialat-Fago
- 1996 –  SMS-Fago-PDF (tot 31-05)
- 1996 –  Aki-Gipiemme-Safi (vanaf 01-06)
- 1997 –  Aki-Safi
- 1998 –  Ballan
- 1999 –  Liquigas-Pata
- 2000 –  Alessio
- 2001 –  Alessio
- 2002 –  Alessio